# Bahnstrecke Oulu Tuira–Toppila
| Bahnhofsgebäude Toppila (2015) |                          |                                    |                                    |
| Streckenlänge: | etwa 6 km                |                                    |                                    |
| Spurweite: | 1524 mm (Russische Spur) |                                    |                                    |
| |                          |                                    |                                    |
| \| \| \| Bahnstrecke Oulu–Tornio von Tornio \| \| \| \| \| Hafen Toppila \| \| \| \| 757,075 \| Toppila (bis 5. Juni 2005)[1] \| Toppila (bis 5. Juni 2005)[1] \| \| \| \| \| \| \| \| \| Toppilansalmi \| \| \| \| \| Industriegebiet Toppilansaari \| \| \| \| \| Ölhafen Vihreäsaari \| \| \| \| 755,510 \| Oulu Tuira \| Oulu Tuira \| \| \| \| Bahnstrecke Oulu–Tornio nach Oulu \| \| |                          |                                    |                                    |
| Strecke |                          | Bahnstrecke Oulu–Tornio von Tornio | Bahnstrecke Oulu–Tornio von Tornio |
| Betriebsstelle Streckenanfang (Strecke außer Betrieb) · Strecke |                          | Hafen Toppila                      | Hafen Toppila                      |
| Dienststation / Betriebs- oder Güterbahnhof (Strecke außer Betrieb) · Strecke | 757,075                  | Toppila (bis 5. Juni 2005)         | Toppila (bis 5. Juni 2005)         |
| Abzweig nach links und von links (Strecke außer Betrieb) · Strecke von rechts (außer Betrieb) · Strecke |                          |                                    |                                    |
| Strecke (außer Betrieb) · Brücke über Wasserlauf (Strecke außer Betrieb) · Strecke |                          | Toppilansalmi                      | Toppilansalmi                      |
| Abzweig geradeaus und nach rechts (Strecke außer Betrieb) · Strecke (außer Betrieb) · Strecke |                          | Industriegebiet Toppilansaari      | Industriegebiet Toppilansaari      |
| Betriebsstelle Streckenende (Strecke außer Betrieb) · Strecke nach links (außer Betrieb) · Abzweig geradeaus und ehemals von rechts |                          | Ölhafen Vihreäsaari                | Ölhafen Vihreäsaari                |
| Dienststation / Betriebs- oder Güterbahnhof | 755,510                  | Oulu Tuira                         | Oulu Tuira                         |
| Strecke |                          | Bahnstrecke Oulu–Tornio nach Oulu  | Bahnstrecke Oulu–Tornio nach Oulu  |

Die Bahnstrecke Oulu Tuira–Toppila war eine Güterzugstrecke in Finnland. Sie hatte die russische Spurweite von 1524 mm und war mit Anschlussgleisen rund sechs Kilometer lang. Eigentümer der Strecke war der finnische Staat. Betrieben wurde sie vom staatlichen Bahnunternehmen VR-Yhtymä.

## Geschichte
Auf Initiative des Handelsverbandes von Oulu baute die Staatsbahn VR 1886 als Teil der später errichteten Österbottenbahn eine Strecke vom Bahnhof Oulu über Tuira nach Toppila, da das Verkehrsaufkommen im Hafen von Toppila mit dem Außenhandel zunahm. Die Strecke wurde am 1. November 1886 eröffnet. Ab Oulu Tuira schloss ab dem 16. Oktober 1903 die Bahnstrecke Oulu–Tornio an, der Bahnhof Oulu Tuira wurde Abzweigbahnhof.
Mit dem Bau der Tiefwasserhäfen von Oulu (Nuottasaari 1953, Oritkari 1972) verlor der Hafen von Toppila seine Bedeutung, da neuere große Schiffe mit ihrem Tiefgang den Hafen nicht mehr erreichen konnten. Der Hafen Toppila wurde 2012 geschlossen.
Im Schienenverkehr ging das Verkehrsaufkommen nahezu auf Null zurück, da sich die Transporte von der Schiene auf die Straße verlagerten. In der Folge wurde der Rangierbahnhof Toppila stark verkleinert. Anfang der 1980er Jahre gab es noch vier, in den 2000er Jahren nur noch zwei Gleise.
Ab Anfang der 2000er Jahre wurde Toppila kaum mehr bedient, die Öldepots von VR im Ölhafen Vihreäsaari nur einmal pro Woche. Der Bahnhof Toppila wurde am 5. Juni 2005 stillgelegt. Als im Dezember 2006 die Elektrifizierung der Strecke nach Nordfinnland abgeschlossen war, wurde der Verkehr nach Vihreäsaari komplett eingestellt. Sowohl die Strecke nach Vihreäsaari als auch die nach Toppila waren vom Abbau bedroht.
Im Frühjahr 2007 wurde die von Toppila zum Ölhafen Vihreäsaari führende Strecke für den Güterverkehr zum Rangierbahnhof Toppila gesperrt. Im Sommer 2007 und 2008 führte der Museumsbahnverein Pohjois-Suomen Rautatieharrastajat ry vom Bahnhof Oulu Museumsverkehr nach Vihreäsaari mit Triebwagen der Baureihe Dm7 durch.
Der Abbau des Bahnhofs Toppila begann im September 2009. Im folgenden Jahr wurde der Rest der Strecke nach Toppila und Ende des Jahres 2010 die Strecke nach Vihreäsaari abgebaut.
Im Abzweigbahnhof Oulu Tuira wurde der Personenverkehr am 27. Mai 1990 eingestellt, der Güterverkehr folgte am 1. März 2002.